# Samhain (högtid)
Samhain uttalas (/ˈsaʊn eller /ˈsɑːwɪn/; irländskt /ˈsˠaunʲ/ är namnet på månaden november på några keltiska språk. Den skotsk-gaeliska stavningen är Samhainn eller Samhuinn (för festen), eller an t-Samhain (för månaden). Samhain är en keltisk skördefest där man firade sommarens slut, och som ofta ses som det keltiska nyåret. Man trodde att gränsen mellan den mänskliga världen och den andliga världen var som tunnast under denna tid. Festen började den 31 oktober.
Samhain är också den viktigaste wiccanska högtiden, och är tillägnad de dödas själar. Denna högtid är den första av de åtta i det wiccanska året.
I dag firas halloween samma dag som samhain.